# 요사노 아키코
요사노 아키코(일본어: 与謝野 晶子, 구자체: 與謝野 晶子, 1878년 ~ 1942년)는 일본의 와카 작가이다.

## 생애
아키코는 오사카부 사카이시(堺市)의 전통 과자점 스루가야(駿河屋)의 셋째 딸로 태어났다. 12세 무렵부터 가업을 도와 장부를 기록하거나 대나무 껍질로 단팥묵을 포장하는 등 일에 쫓기는 생활을 해야 했다. 후일 유년 시절을 회상한 글에서 그녀는 “밤일이 끝나기를 기다려 밤 12시에 꺼지는 전등 아래서 겨우 1시간 또는 30분 부모의 눈을 피해가며 내가 읽은 책들은 여러 가지 공상의 세계가 있다는 것을 가르쳐주어 나를 위로하고 용기를 주었다”고 술회했는데, 답답한 일상 속에서 그녀의 유일한 벗은 문학 작품 속의 주인공들이었다. 부친의 장서였던 ≪겐지모노가타리(源氏物語)≫, ≪마쿠라노소시(枕草子)≫, ≪영화 이야기(榮華物語)≫ 등 고전문학 작품 속의 주인공들을 동경하며 소녀 아키코는 암울한 현실의 저편에 있는 감미로운 사랑의 세계를 꿈꾸었을 것이다. 또한 그녀의 독서 목록에는 제국대학에 재학 중이던 오빠가 보내오는 당시의 최신 문예 잡지와 신소설이 포함되어 있었다. 소학교 졸업 후 진학한 사카이 여학교는 현모양처를 양성하는 봉건적 여성 교육을 주로 하는 학교였으나, 아키코는 독서를 통해 새로운 시대의 사조를 체감하고 가부장적 구습에서 벗어나 자신의 삶을 스스로 개척할 의식을 키워갔다.
그녀의 재기는 1899년 서일본 지방 문학청년들의 모임인 관서청년문학회 입회를 통해 싹트기 시작해, 요사노 뎃칸과의 운명적인 만남과 함께 일시에 분출되었다. 그 첫 번째 결실인 ≪헝클어진 머리칼≫은 근대적 자아에 눈뜬 새로운 여성의 목소리를 대담하고 분방하게 표현한 것으로, 단숨에 문단의 주목을 받았다. 이후 초기 일본 낭만주의의 거점이었던 문예지 ＜묘조＞의 여왕으로 활약하며 일본 문학사상 ‘정열의 가인’으로 기록된다.
1904년 9월, 러일전쟁에 참전한 동생이 무사히 돌아오기를 바라는 시를 명성에 발표하여 사회적인 비난과 동정을 동시에 받아 이슈가 되었다. 1912년 남편의 뒤를 따라서 프랑스 파리에 가게 된다. 5월 19일 시베리아 철도를 경유하여 파리에 도착한 아키코는 21일에 프랑스의 마르세이유 항에서 귀국하는 길에 오르기 까지, 영국, 벨기에, 독일, 오스트리아, 네덜란드 등을 여행하였다. 귀국 하고 나서 2년 뒤, 남편과 함께 쓴 '파리에서'는 여성교육의 필요성을 역설하였다.
결혼 후에는 소설, 시, 평론, 고전 연구 등 다방면에서 왕성한 활동을 보여주는 한편, 11명의 자녀를 키우며 가계를 꾸려가는 정력적인 삶을 영위했다. 그사이 작풍은 초기의 격정적인 어조는 퇴색되었으나 낭만적 미질을 유지하는 가운데 점차 내면적인 깊이를 더해 고요한 자기 관조와 사색적 서정을 내포해 가게 되었다. 1912년 뎃칸과 함께한 유럽 여행 이후에는 여권 신장 운동 체험을 바탕으로 넓은 사회적 시야를 갖고 부인문제에 관심을 기울였다. 문화학원(文化學院)을 창립(1921)해 초대 학감에 취임하는 등 문학은 물론 교육 활동에 있어서도 폭넓은 족적을 남겼다. ≪헝클어진 머리칼≫과 함께 널리 회자되는 그녀의 대표작으로는 반전시로 일컬어지는 장시 ＜너는 죽지 말거라(君死にたまふことなかれ)＞(1904)를 들 수 있다. 아키코는 무엇보다 진실한 마음을 표현하는 시의 가치를 믿었으며 전 생애를 다해 사랑을 노래한 작가로 기억된다. 1942년 뇌일혈 투병 중 사망하기까지 그녀가 남긴 가집은 20권, 약 5만 수다.

## 우리말 번역
- 김화영 옮김, 《일본 근현대 여성문학 선집 2: 요사노 아키코 1》, 어문학사, 2019년 3월 31일
- 엄인경·이혜원 옮김, 《일본 근현대 여성문학 선집 3: 요사노 아키코 2》, ―, ―

## 같이 보기
- 일본 문학